# Nöker
Nöker war eine Gruppe von Militärgenossen in den mittelalterlichen mongolischen und türkischen Armeen. Das Wort Nöker bedeutet in mongolischer Sprache "Kamerad", "Gefolgsmann" oder auch "Genosse".
Die Nöker wurden von einem Anführer geführt und waren ihrem Anführer treu. Diese Beziehungen dauerten ein Leben lang. Im Gegenzug war der Anführer für die Aufrechterhaltung des Reichtums der Nöker verantwortlich. Laut dem Historiker Halil İnalcık war der Nöker vergleichbar mit dem Vasall (commendatio) oder Lehnsmann der mittelalterlichen Armeen in Europa.

## Mongolische Armeen
Nökers waren ein wichtiges Element der mongolischen Armeen. Die Nöker dienten aber auch anderen Aufgaben. Zum Beispiel beauftragte Möngke Khan, der große Khan (Titel) des mongolischen Reiches, seine Nöker mit der Erhebung und Gesandtschaft von Steuern. Manchmal wurden auch Nöker zum Gouverneur der neu eroberten Gebiete ernannt. Außer in Fällen, in denen ihnen Aufgaben zugewiesen wurden, begleiteten sie immer ihren Führer.

## Selcuken von Anatolien
Nach dem mongolischen Reich wurde das Nöker-System von den türkischen Staaten übernommen. Das Nöker-Konzept war nicht viel anders als das Nöker der Mongolen. Sie begleiteten ihren Führer in Krieg und Frieden. Manchmal wurden sie auch als lokale Gouverneure eingesetzt. Zum Beispiel sind die Gründer des Karesi und Saruchaniden beyliks zunächst Nökers von Mesut II der Seldschuken in Anatolien.